# Загре, Артюр
Артю́р Загре́ (фр. Arthur Zagre; родился 4 октября 2001, Нёйи-сюр-Сен) — французский футболист, левый защитник нидерландского клуба «Эксельсиор».

## Клубная карьера
С 2008 по 2013 года тренировался в футбольной академии «Курбевуа». С 2013 по 2019 год выступал за академию «Пари Сен-Жермен». В сентябре 2018 года подписал свой первый профессиональный контракт с парижским клубом. В феврале 2019 года Артюр был признан лучшим молодым талантом (Titi d’Or) в составе академии «Пари Сен-Жермен». 25 августа 2019 года дебютировал в основном «Пари Сен-Жермен» в матче французской Лиги 1 против «Тулузы».
29 августа 2019 года Загре перешёл в «Монако», подписав с клубом трёхлетний контракт. 17 декабря дебютировал за «Монако» в матче Кубка французской лиги против «Лилля», заменив Кейта Бальде на 64-й минуте.
25 июня 2021 года был арендован нидерландским «Утрехтом» на два сезона.

## Карьера в сборной
Артюр родился во Франции в семье выходцев из Буркина-Фасо и может выступать за национальные сборные любой из этих стран. С 2019 года выступает за юношеские сборные Франции.

## Достижения
«Пари Сен-Жермен»
- Обладатель Суперкубка Франции: 2019[10]